# Wolfgang Wijdeveld
Wolfgang Wijdeveld (Den Haag, 9 mei 1910 - Laren, 12 december 1985) was een Nederlands pianist en componist.

## Opleiding
Wijdeveld was de zoon van de architect en graficus Hendrik Wijdeveld en diens eerste vrouw celliste Ellen Philippine Kohn (1884-1965). Haar moeder was de Duits-joodse pianiste Ruscha Schönfeld die Johannes Brahms, Richard Strauss, Cosima Wagner en Max Reger kende. Zij richtte in 1850 een conservatorium op in haar woonplaats Gleiwitz in Opper-Silezië.
Aanvankelijk had Wijdeveld pianoles bij Cornelius Berkhout en lessen in harmonieleer bij Willem van Warmelo. Daarna studeerde hij aan het Amsterdams Conservatorium: piano bij Willem Andriessen, muziektheorie bij Sem Dresden en Anton Tierie, en viool bij Cor Kint. Later volgde hij ook nog zanglessen bij Saar van Alphen  en twee jaar compositie bij Willem Pijper.

## Activiteiten
Van 1930 tot 1954 was Wijdeveld pianist en componist bij de balletten van Yvonne Georgi en Estelle Reed en het Ballet der Lage Landen. Met het Ballet Yvonne Georgi maakte hij in 1939 een tournee naar de Verenigde Staten. In 1962 en 1963 ging hij wederom daarheen, nu als pianist, samen met zijn vader (zie boven) die lezingen gaf. 
Wijdeveld werkte jarenlang mee aan schoolconcerten en verzorgde lezingen voor volksuniversiteiten. Van 1940 tot 1946 was hij directeur van de Stedelijke Muziekschool in Zwolle. Daarna, tot 1976, was hij hoofdleraar piano en vanaf 1962 ook methodiek aan het Utrechts Conservatorium. In de jaren 1966-1970 gaf hij dezelfde vakken ook aan het Arnhems Conservatorium. 
Wijdeveld was ook muziekcriticus bij het dagblad Het Vrije Volk in de jaren 1956-1968. Hij vervulde ook bestuursfuncties: van 1954 tot 1972 was hij voorzitter van de Vereniging van Docenten van het Utrechts Conservatorium en van 1960 tot 1972 van de afdeling Amsterdam van de Koninklijke Nederlandse Toonkunstenaars Vereniging.

## Composities
Wijdeveld schreef veel kamermuziek, waaronder sonates voor piano en voor viool en werken voor accordeon. Voor gitaar schreef hij zijn Concert voor Gitaar (voor gitaar, viool, altviool en cello). Verder schreef hij een aantal balletten voor één of twee piano's en orkest. Verder zijn vermeldenswaardig de Symphonische Ouverture voor orkest, Vrijheid wekt een lied voor altsolo, declamator, gemengd koor en orkest (tekst van Jan Hendrik de Groot, Tien liederen op Zuid-Afrikaansche tekst (1943 en 1966) en Drie liederen voor middenstem, viool, altviool, klarinet en piano (1949) op gedichten van Walt Whitman.
- CiNii: DA14878603
- International Standard Name Identifier: 0000 0003 7385 1466
- Library of Congress Control Number: n79044378
- Nationale Bibliotheek van Israël: 987007325119705171
- Nederlandse Thesaurus van Auteursnamen: 108129012
- Virtual International Authority File: 13585013
- WorldCat: E39PBJc7YFpbq376xM8TbJvmBP